# شارة تعريف

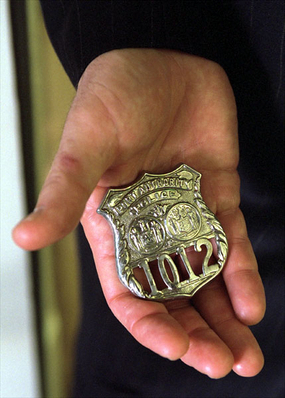
شارة تعريف لشرطي في الولايات المتحدة

شارة التعريف (ملاحظة 1) هي وسيلة للتعريف عن الشخص وعن الهيئة أو المنظمة التي يعمل بها أو يمثلها؛ ويمكن أن تكون على شكل بطاقة تعريفية أو على شكل مجسم معين.
تصنع شارات التعريف أن تصنع من المعدن أو اللدائن أو الجلد أو القماش أو غير ذلك.
تستخدم شارات التعريف أيضاً في المؤتمرات والمعارض كوسيلة للتعريف عن النفس.

## هوامش
- ملاحظة 1 شارة التعريف [1] أو إشارة التعريف أو بدج [2] أو بطاقة تعريف [3] أو الشَّارة[4] أو الشعار.[4]